# Janni Arnth
Janni Arnth Jensen (Outrup, Varde, Dinamarca; 15 de octubre de 1986) es una futbolista danesa. Juega como defensora en el Rangers de la Scottish Women's Premier League de Escocia. Es internacional con la selección de Dinamarca.

## Trayectoria

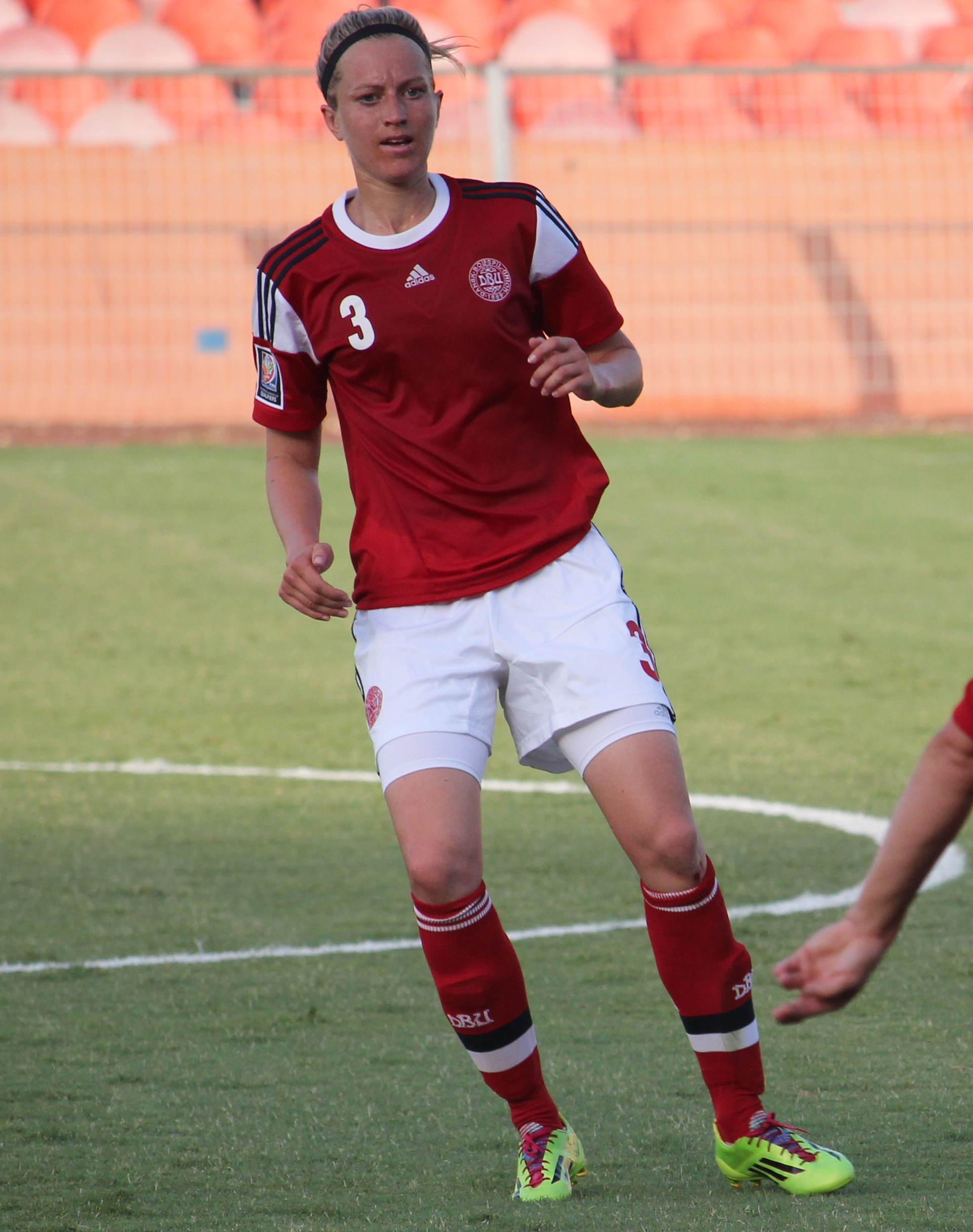
Arnth durante el Israel - Dinamarca, de la clasificación para la Copa Mundial Femenina de la FIFA 2015, el 19 de junio de 2014.

Tras su paso por el Outrup BK y el Varde IF, se unió al club danés Fortuna Hjørring en enero de 2007.
En agosto de 2014, fichó por el Linköpings FC e hizo su debut en la final de la Copa de Suecia Femenina de 2014, donde su equipo dio vuelta el resultado y derrotó al Kristianstads DFF por 2-1. Ganó la Damallsvenskan en 2016 y firmó un nuevo contrato de dos años con el club en noviembre de 2016. Tras la marcha de Magdalena Eriksson a mitad de temporada en 2017, Arnth fue nombrada capitana del equipo y volvió a ganar la Damallsvenskan en 2017.
En noviembre de 2018, Arnth firmó con el club inglés Arsenal de la FA WSL.

## Estadísticas

### Clubes
| Club             | País       | Año             |
| ---------------- | ---------- | --------------- |
| Varde IF         | Dinamarca  | 2002 - 2006     |
| Fortuna Hjørring | Dinamarca  | 2007 - 2014     |
| Linköpings       | Suecia     | 2014 - 2018     |
| Arsenal          | Inglaterra | 2019            |
| Fiorentina       | Italia     | 2019 - 2021     |
| Rangers FC       | Escocia    | 2021 - presente |

## Palmarés

### Títulos nacionales
| Título                  | Club             | País      | Año     |
| ----------------------- | ---------------- | --------- | ------- |
| Elitedivisionen         | Fortuna Hjørring | Dinamarca | 2009-10 |
| Copa de Suecia Femenina | Linköpings       | Suecia    | 2013-14 |
| Damallsvenskan          | Linköpings       | Suecia    | 2016    |
| Damallsvenskan          | Linköpings       | Suecia    | 2017    |